# Arthur Elliott (cầu thủ bóng đá)
Arthur Elliott (1870 – không rõ) là một cầu thủ bóng đá người Anh thi đấu ở Football League cho Accrington và Woolwich Arsenal.